# Османско право
Османското право се основава на османската правна система, която се състои от множество разнородни по естеството си компоненти. Те имат различни по форма, съдържание и основания – източници на правото. Отделните компоненти на османското право имат по-широко или по-ограничено приложно поле в зависимост от време и място.

## Концептуалност
Обичайното османско право съществува от времето на Мурад I, загинал на Косово поле. 
Системата на османското право е конкурентна между религиозно и светско право и се формира при Мехмед II, след което се утвърждава при Сюлейман I, наричан още Кануни, т.е. Законодателят. В общи линии тази специфична правна система се запазва до времето на Танзимата, т.е. до въвеждането на позитивно право. 
В османската правна система има:
1. Завареното византийско право (респективно римско право), по отношение на които са наблюдава голяма степен на приемственост;
2. Спазвайки и следвайки традицията в/от завладените земи, османските султани Мехмед II и Сюлейман I въвеждат една особеност, още от Рума, а именно османското светско право, каквато няма в нито една друга ислямска държава, макар Османската империя да е теокрация;
3. Действието на шериата като общо право, въпреки специалните османски светски закони – Lex specialis derogat generali. [3]

Първите османски светски закони са три кодекса, които излизат в периода след превземането на Константинопол (1453). В периода 1453 – 1456 се създава първия регламентиращ поземлените отношения. Вторият е създаден в годините 1477 – 1478 и регламентира държавното устройство. Третият и последен се съставя под ръководството на великия везир Мехмед паша от Карамания и регламентира фискалните правоотношения в империята. В резултат от тази законодателна политика в годините до управлението на Сюлейман Великолепни около 87% от земята се връща в патримониума на държавата (фонда „Мири“) и предопределя успеха на спахийската система. 
Сюлейман Великолепни утвърждава канунаметата за всеки санджак, както и задължението копие от всеки общоимперски юридически свод да бъде изпращан до всички кадийски учреждения и съдилища в империята. Законодателят отменя останалите от миналото регламенти спрямо повечето прослойки население в османското общество и либерализира режима на външната търговия със Сефевидите. Законодателят установява и тесен контакт между държавен глава и шейх юл-исляма. 
От годините на управлението на Завоевателя и Законодателя датират и първите османски архиви позволяващи детайлна систематизация на наследството и в областта на османското право.

### Мюсюлманско религиозно право
Мюсюлманското религиозно право има няколко източника:
1. Коран;
2. Суна;
3. Иджма;
4. Кияс и
5. фетви.

### Османско светско право
Източници на османското светско право са кануните (закони) и канунаметата (законодателни сборници). Първоначално кануните са замислени като неофициални актове, които се съставят само за сведение на султана. Впоследствие обаче те стават задължителни при решаванито на държавни проблеми и правни спорове в практиката на кадийските съдилища.

### Специфика
Кануните и канунаметата са източник на правото от по-нисък ранг в сравнение с шариата, защото произхождат от султаните, а не от Аллах. Те допълват религиозния закон, но никога не могат да го отменят.

Според описанието на съвременника Ожие Гислен дьо Бюсбек: 
| „ | Сред цялото това множество нямаше нито един човек, който да дължи сана си на нещо друго освен на личните си заслуги и храбростта си. Никой не се отличава от останалите по произход и всекиму се отдава чест според естеството на задълженията и службите които изпълнява. По такъв начин не съществува първенство, защото всеки заема мястото, което му е определено съобразно с дейността, която развива. Султанът ... не обръща никакво внимание на богатството или на празните претенции за звание и не взема предвид нито влиянието, нито популярността, с които може да се ползва даден кандидат. Той оценява единствено заслугите и внимателно изучава характера, естествените заложби и наклонности на всеки един от тях. По такъв начин всекиму е дадено според заслугите му, а службите се заемат от хора, които са в състояние да ги изпълняват. В Турция всеки човек е свободен да изгради както пожелае житейската си участ, независимо от положението в което е роден. | “ |